# Eusynstyela latericius
Eusynstyela latericius är en sjöpungsart som först beskrevs av Sluiter 1904.  Eusynstyela latericius ingår i släktet Eusynstyela och familjen Styelidae. Inga underarter finns listade i Catalogue of Life.